# Touloulou
Pour les articles homonymes, voir Touloulou (homonymie).

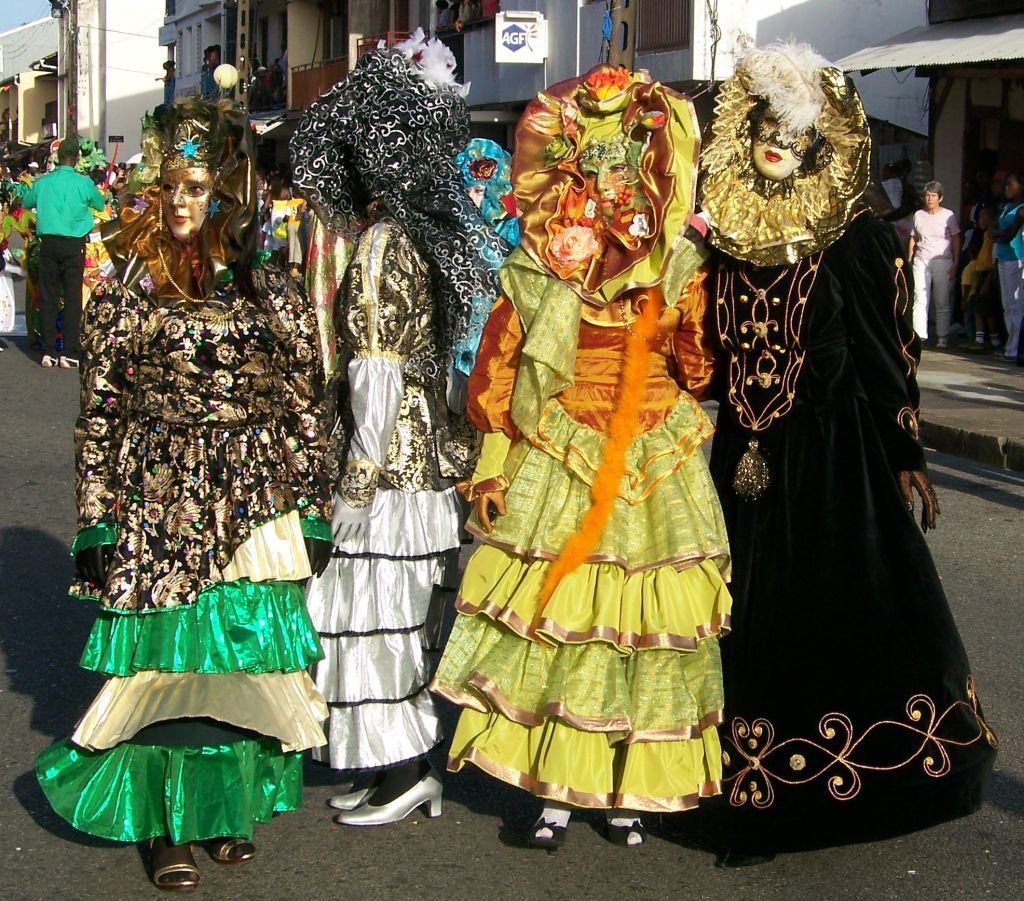
Des Touloulous dans les rues de Cayenne en 2007.

Le Touloulou est le personnage  le plus célèbre et le plus typique du carnaval guyanais.

## Étymologie
La culture guyanaise étant à la base de tradition orale, le terme Touloulou existe sur le territoire depuis au moins le début du XIXe siècle.
Deux hypothèses sont généralement retenues concernant la provenance et l'utilisation de ce terme.
La première viendrait d'un ancien journal local, qui en 1891, utilisa le terme Tourloulou, pour décrire toute personne déguisée et masquée pendant le carnaval en Guyane. Il viendrait à la base de l'expression « Tour le loup », qui désigne les femmes portant un loup, dans les salles de bals. Celles-ci faisaient continuellement le tour de la piste de danse, pour choisir leur cavalier favoris. Elle aurait subi une créolisation pour finalement devenir le terme Touloulou.
Un autre hypothèse veut que le terme Tourloulou, qui décrit des soldats d'infanterie, soit à l'origine de ce terme.

## Description

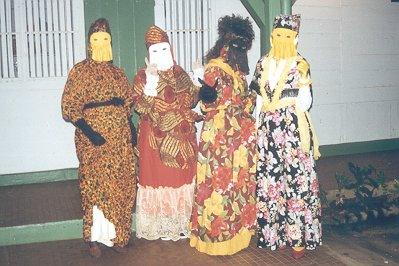
Touloulous traditionnelles, portant un loup en guise de masque, au lieu du masque d'origine vénitienne...

Le Touloulou est la reine du carnaval. C'est une dame habillée de manière élégante de la tête aux pieds. Ce sont normalement des femmes dont on ne voit pas une once de peau. Elle porte un jupon, une cagoule, un loup et des longs gants. Pour ne pas être reconnues, les femmes vont jusqu'à mettre des lentilles colorées, des perruques et camoufler leur voix. Elles ne portent pas leur parfum habituel, achètent des paires de chaussures pour l'occasion qu'elles ne remettront pas et ne se déplacent pas avec leur véhicule pour garder l'anonymat. Elles défilent dans la rue et participent aux bals paré-masqués.
Le but est que la femme se déguisant en touloulou ne soit pas reconnue. Elle défile dans la rue mais elle participe aussi aux bals masqués. Elle représente les femmes bourgeoises des XVIIIe et XIXe siècles.
Il existe aussi un costume propre aux hommes appelé Tololo.
Dans les dancings, rebaptisées à l'occasion « universités », ce sont les Touloulous qui invitent les hommes à danser. Ils ne peuvent pas refuser.

## Histoire

### Origine
Ce personnage typique et surtout mystique de la culture créole guyanaise représente les femmes bourgeoises des XVIIIe et XIXe siècles, endimanchées, toujours habillées de la tête aux pieds.
Créé quelques années avant l’abolition de l’esclavage par les esclaves, ayant pour but de caricaturer les femmes de leurs maîtres et autres femmes aisées de la colonie. Que ce soit dans la manière de se déhancher, le masque et même le costume en lui-même. Il a aussi permis de casser les barrières sociales qu'il y avait entre les noires, nouveaux affranchis et les blancs, leurs anciens maîtres, qui représentaient la population aisée.
Au départ, hommes et femmes étaient indifféremment des Touloulou. Il s'agissait alors d'un déguisement comme un autre. Il n'était pas destiné à rappeler l'élégance des femmes aisées, mais plutôt à se moquer des femmes de cette époque. Ce n'est que bien après, au XXe siècle, que le déguisement s'est féminisé dans les dancings et à finalement perdu son côté caricatural pour devenir une représentation distinguée, raffinée et coquette de la femme en général, tout en gardant un côté mystérieux. Ce qui lui à valu d’ailleurs, le titre de « Reine du carnaval » en Guyane.

### Anciennes et diverses utilisations du termeTouloulou
À la base, un « Touloulou » désignait, dans une large mesure, toute personne déguisée et masquée pendant le carnaval guyanais. Ce n'est qu'à partir de la deuxième moitié du XXe siècle, que le terme « Touloulou » s'est mis à désigner exclusivement le Touloulou du bal paré-masqué.
On pouvait retrouver des variations du terme comme : 
- le Touloulou traditionnel,
- le Touloulou universitaire,
- le Touloulou solitaire,
- le Touloulou sale.

#### Touloulou traditionnel
Le carnaval guyanais contient une multitude de Touloulous traditionnels. Certains costumes sont liés à l'histoire de la Guyane d'autres proviennent des mythes et légendes locaux. On peut trouver des costumes comme le roi Vaval, les Nègmaron, les Zonbibaréyé, le Jé farin, Bobi, Karolin, Lanmò (la mort), Sousouri (la chauve-souris), Djab rouj (diable rouge), l'Annglé bannann, les Balayeuses, le Bèf vòlò bèf, les Coupeuses de cannes, le Djab annan bwèt, le Tololo, les Tirailleurs sénégalais, le Vidangeur, la diablesse.
Ils sont remis chaque année en lumière par certains groupes de rues. La plupart des groupes préfèrent défiler avec leur propre création.
De nouveaux costumes ont apparu au fil du temps, inspirés de cultures et origines diverses.

#### Touloulou universitaire
Dans les bals masqués, il existe désormais plusieurs types de touloulous qui sont identifiés par leurs physiques, leurs comportements et leurs costumes. Les Touloulous qui courent les rues portent un masque, un pantalon, "une chemise et par dessus une jupette plissée ou froncée" , des chaussures plates ou des tennis. Pour cacher ses mains, il se sert de chaussettes. Dans la salle de bal, les masques et déguisements permettent aux femmes de "vivre un moment unique" durant les bals masqués. Le plus célèbre des personnages est une dame habillée de manière élégante de la tête aux pieds. Elle porte un jupon, une cagoule, un loup (masque) et des longs gants, afin que l'on ne voie pas un centimètre de peau. On peut compter au moins onze sortes de touloulou.
- Le Touloulou Kate Kate  est puissant comme la voiture 4x4, ce touloulou peut faire face à n'importe quelle situation (danse, cavalier)  avec souplesse et aisance.
- Le Touloulou-haute classe est celui qui porte des vêtements assortit et de qualité. Il fait des économies toute l'année pour ses tenues carnavalesque.
- Le Touloulou-sardine désigne ceux qui sont serrés les uns-uns contre les autres sur les bancs ou gradins pour surveiller tout ce qui se passe dans la salle.
- Le Touloulou-la colle est le pot de colle celui qui ne lâche plus son cavalier.
- Le Touloulou yien yien est le touloulou agaçant qui embête toutes les personnes qu'il reconnait.
- Le Touloulou-vigile est là pour surveiller son homme.
- Le Touloulou-touriste  est ignorant et laisse certaines parties de son corps visible.
- Le Touloulou 2 chevaux, malgré son petit physique, a beaucoup d'endurance.
- Le Touloulou basilic se distingue par son parfum.
- Le Touloulou-deux heures arrête la danse et s'amuse avec son cavalier.
- Le Touloulou-cigale dépense beaucoup pour le carnaval et une fois celui-ci terminé, se retrouve sans le sou.

Dans la salle de bal, il y a des hommes qui cherchent a savoir à qui ils ont affaire, d'autres se vantent de savoir et d'autres se contentent de profiter de l'instant présent.

#### Touloulou solitaire
Ce sont des Touloulous qui n'ont pas d'orchestre et qui défilent juste pour le plaisir des regards émerveillés, amusés voire étonnés du public par leurs costumes. Il y a les Gorilles (présents pour effrayer les plus petits), les Belles de la Madeleine, les Gro tèt, les hommes travestis. Parfois l'on peut retrouver certains Touloulous traditionnels qui défilent en solitaire.

#### Touloulou sale
Groupe d'une dizaine de personnes, qui n'ont ni nom, ni orchestre, composé majoritairement d'hommes, habillées d'une manière dépravée et non harmonieuse, souvent travestis, chantent des chansons humoristiques et vicieuses, tout en tapant des mains pour accompagner leurs chants. Ils ne respectent en aucun cas les règles sur l'anonymat et font même des imitations de rapport sexuel en plein carnaval, ce qui peut parfois choquer un public non averti.

## Dix commandements du Touloulou du bal
Le non-respect des règles du Touloulou traditionnel qui se perdent de plus en plus, en raison de la négligence de celles-ci par les nouvelles générations, a mené Maryline Cesto Brachet à rédiger une charte des Dix commandements en l'honneur du Touloulou du bal.
Les Dix commandements du Touloulou du bal paré-masqué :
1. Pour éviter les mauvaises interprétations: marrainez le Touloulou "lakrèch".
2. Que la danse et la musique restent le centre d'intérêt du bal masqué.
3. Que le masque protège l'anonymat obligatoire du Touloulou.
4. Tu respecteras la liberté des autres pour être libre de toi.
5. La discrétion, la subtilité de tes gestes rendront hommage.
6. Le bal masqué ne doit pas, par ton attitude, devenir une maison close.
7. N’assimilez point ces lieux mythiques aux boîtes de nuit ou aux chambres d'hôtel.
8. Soyez charmeuse sans être sangsue, le Touloulou passe partout, voit tout, mais ne doit jamais s'accrocher.
9. Faites-vous désirer et non détester.
10. La sagesse nous permettra d'apprécier jusqu'à la fin des temps cette coutume unique chez nous[12].

## Documentation

### Chansons
- 1990 - Touloulou-a, chanson de Lexios
- 2006 - Touloulou, chanson de Jim Rama
- 2011 - Mazouk ethnie, chanson de N'jie (où à un certain moment elle mentionne les Touloulous et on l'a voit avec ces derniers dans le clip).
- 2012 - La revanche des tololos, de Les Mécènes

### Films et séries
- 2014 – Kaz Touloulou, par Serge Poyotte[13].
- 2017 – Meurtres à Cayenne, par Marc Barrat.
- 2020 – Le lien qui nous unit, par Serge Poyotte[14].

### Revue
Dans les années 1990, parut le Touloulou Magazine. Il s'agit d'une revue annuelle qui traite sur l'actualité du carnaval de Guyane.

## Galerie

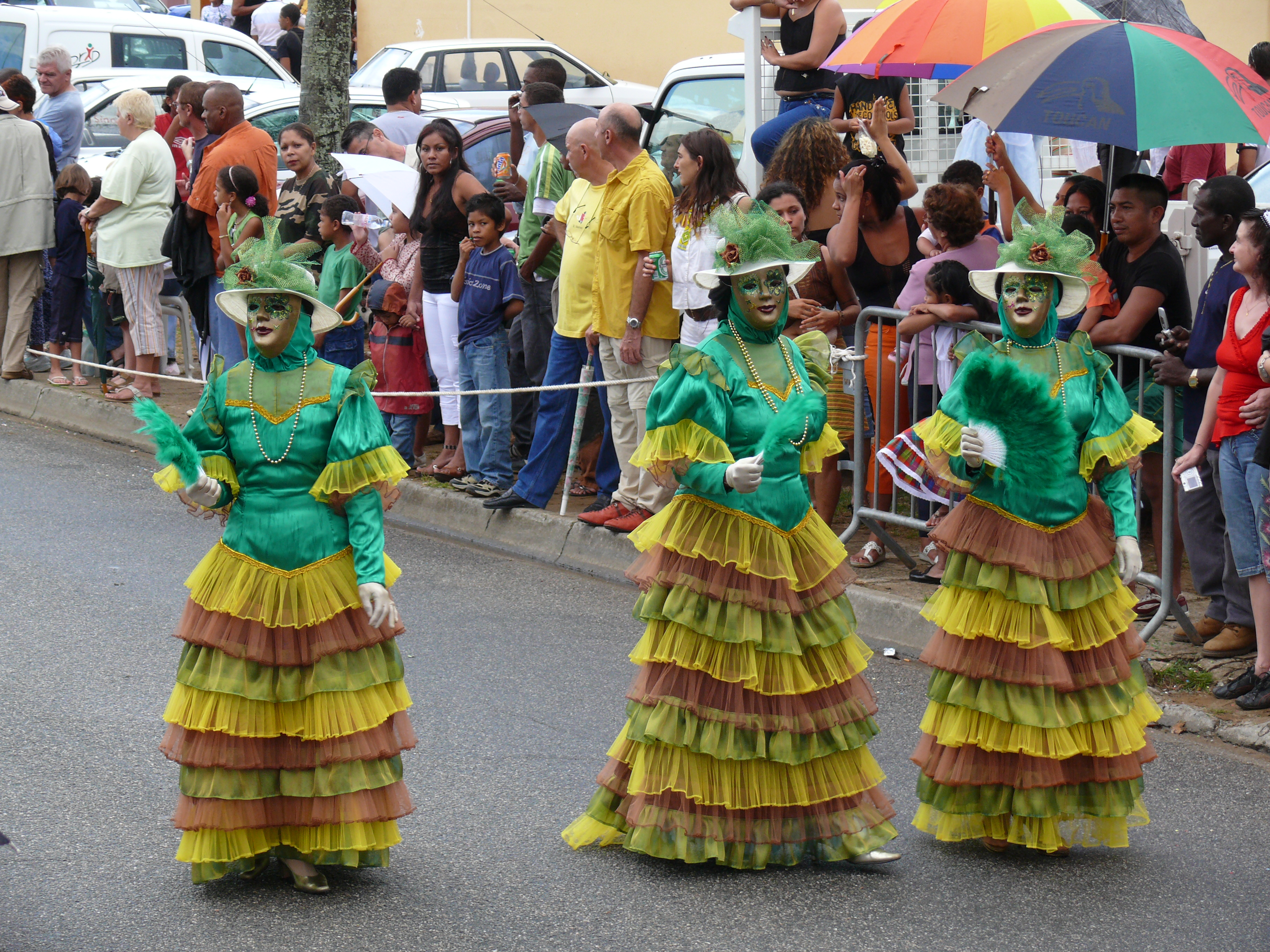
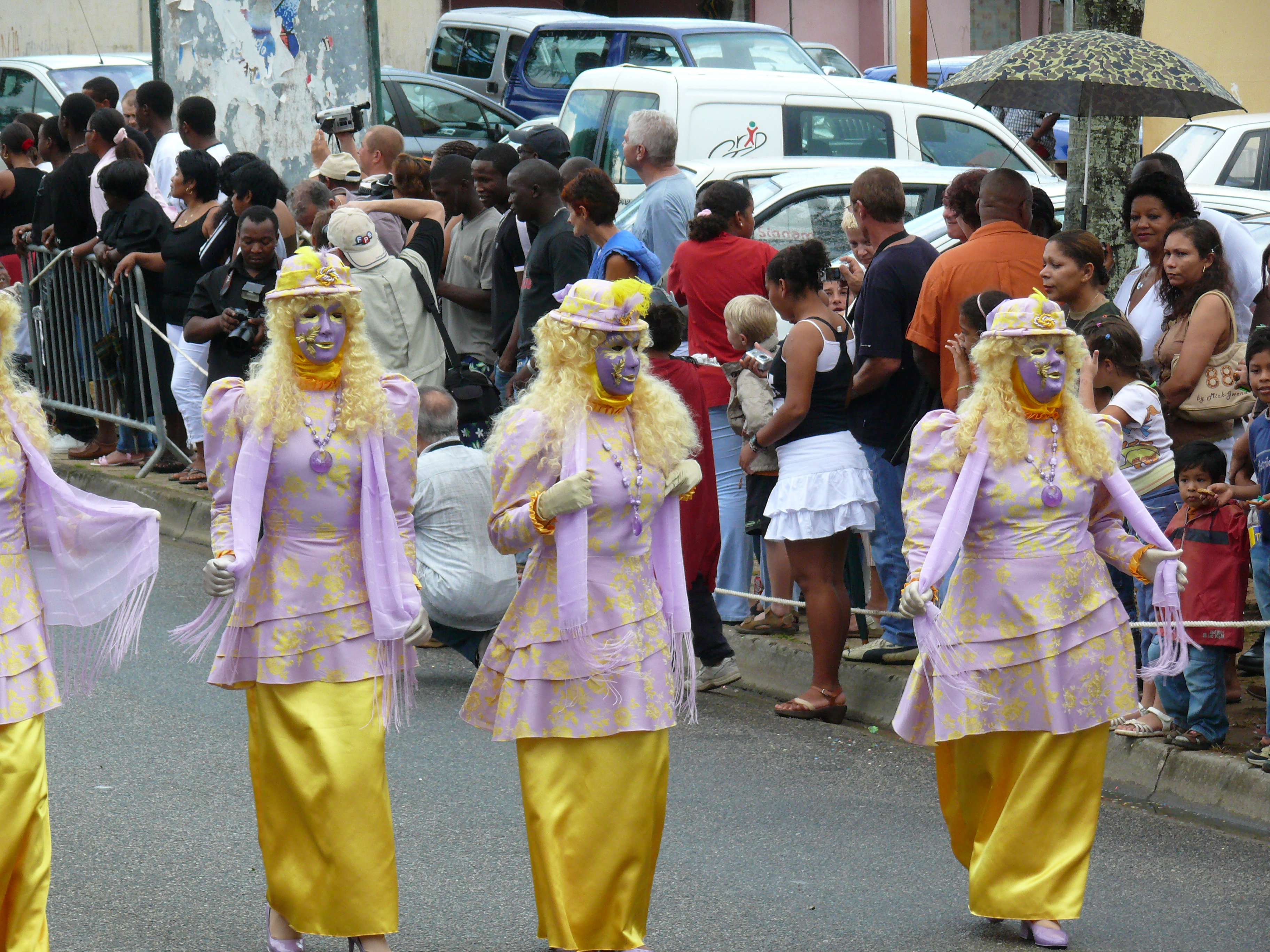
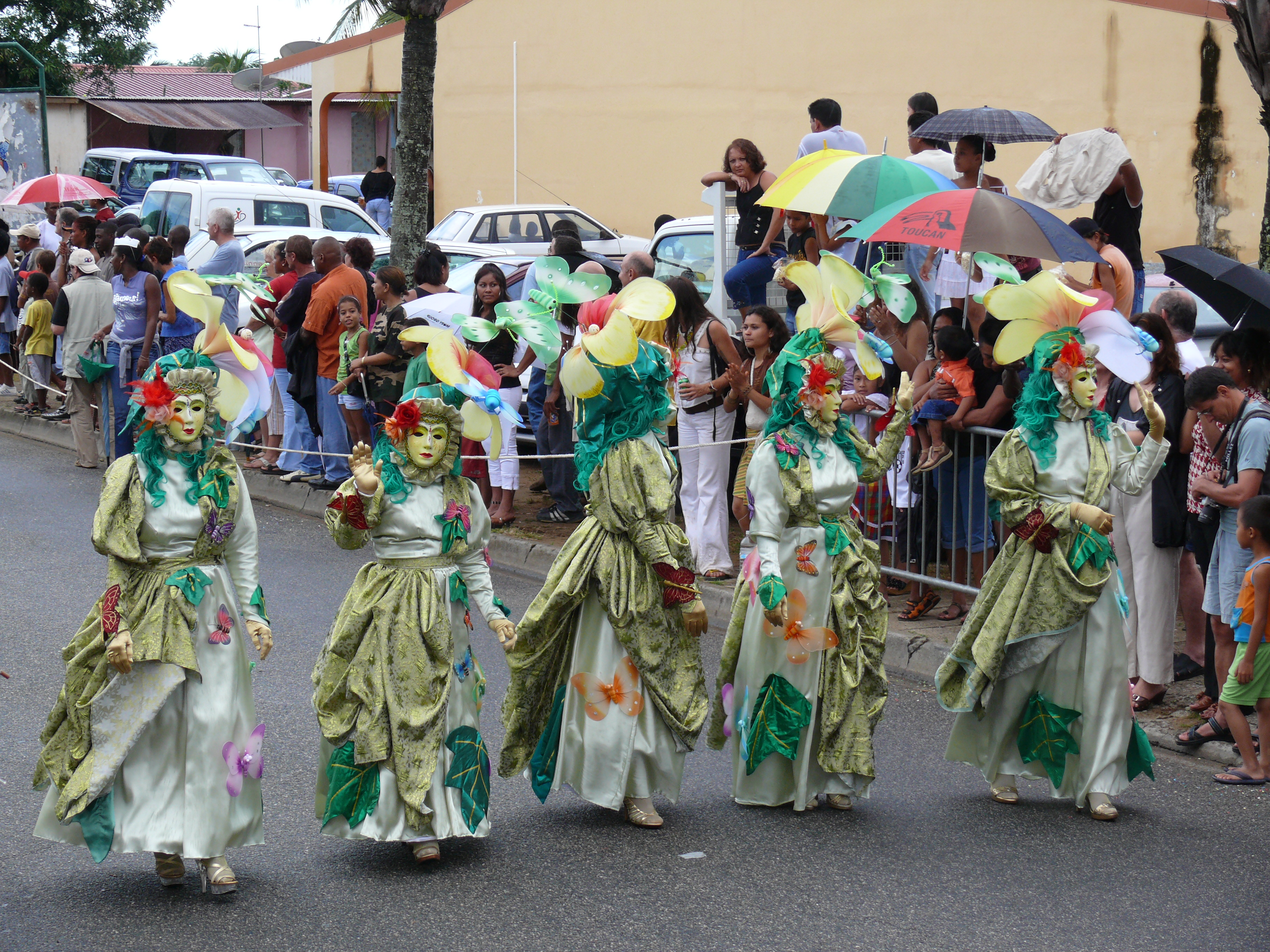
Des Touloulous à la Parade de Kourou de 2007.
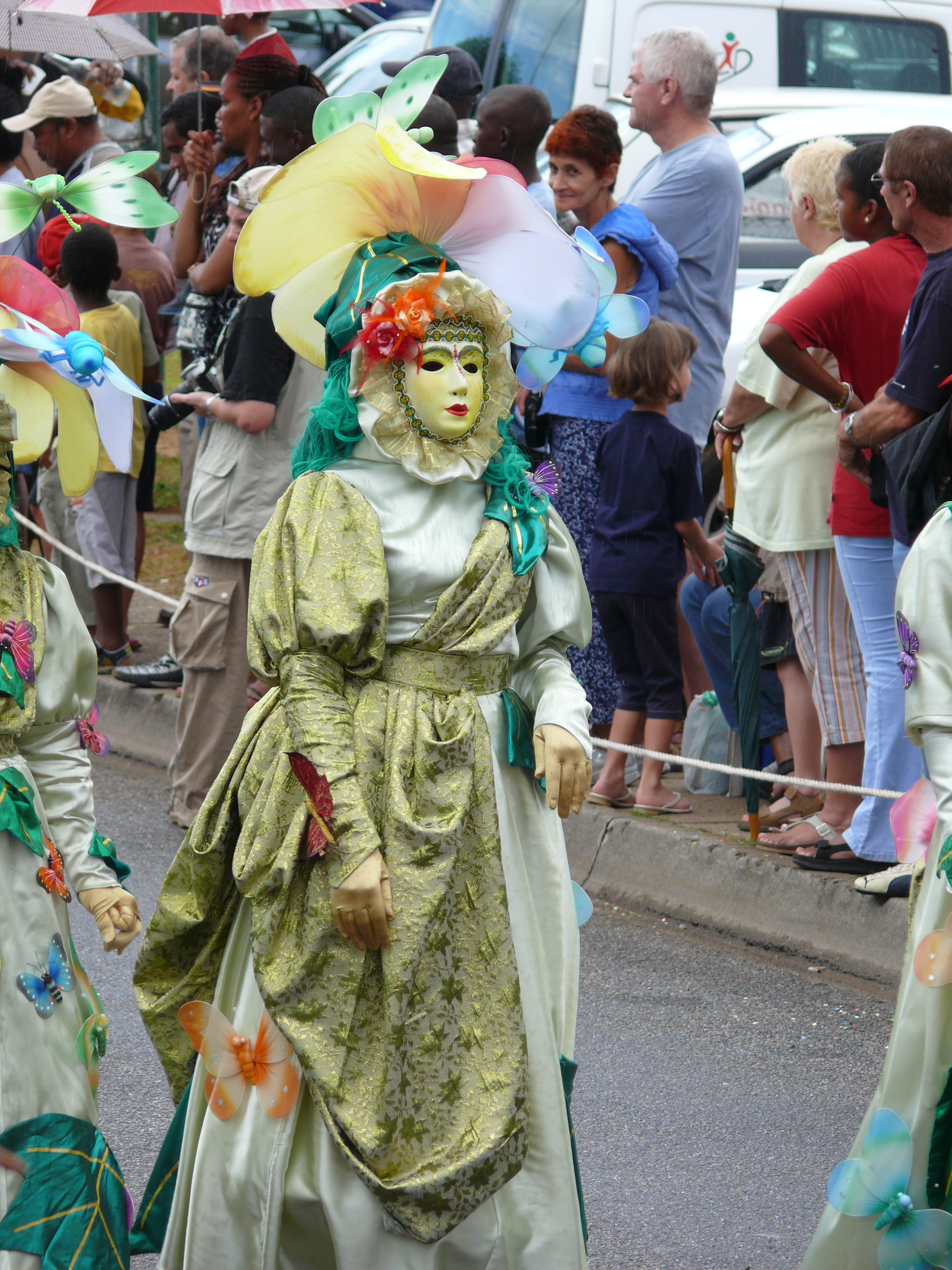
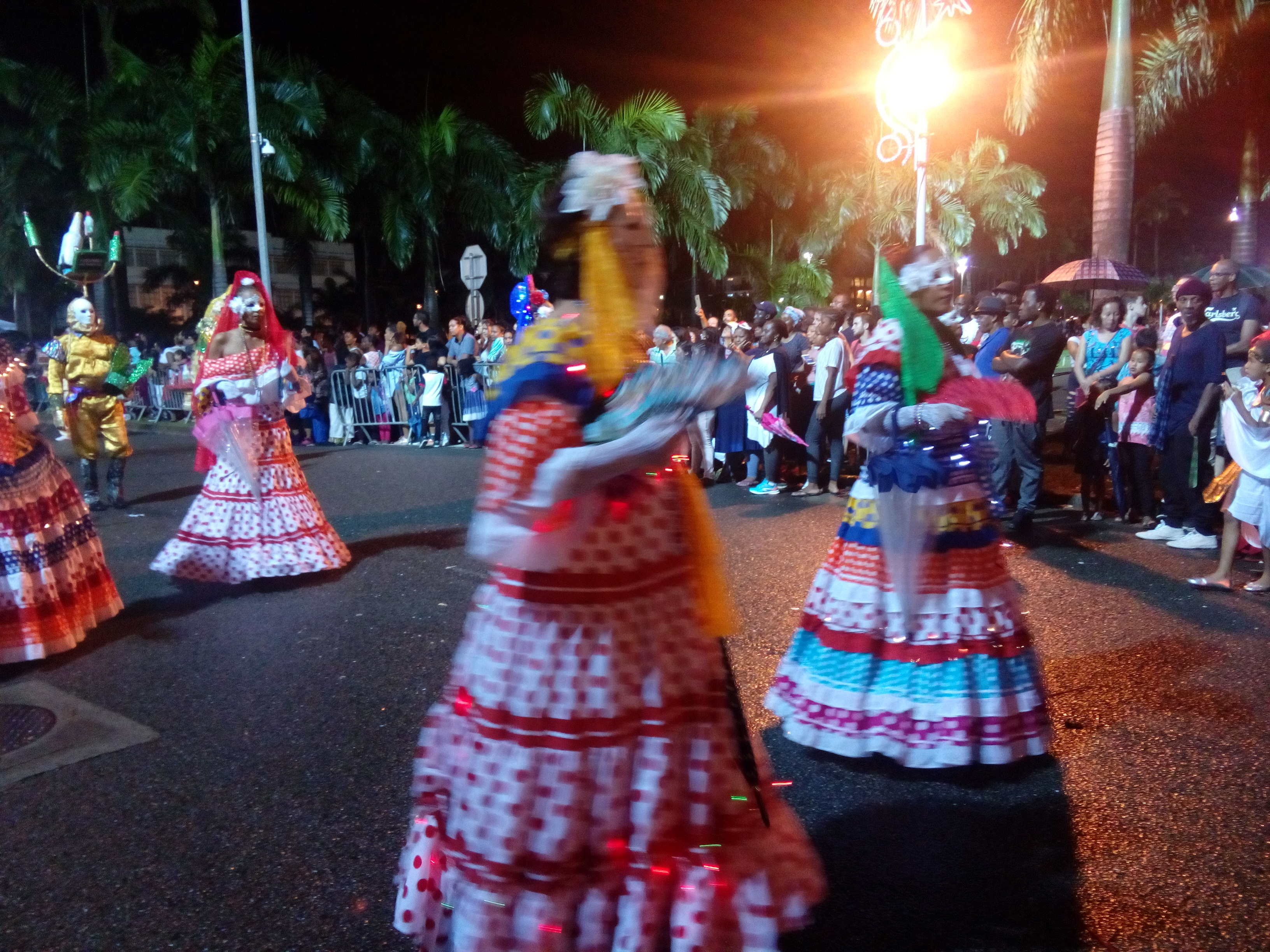
Défilé de Touloulous sur la Place des Palmistes à Cayenne.
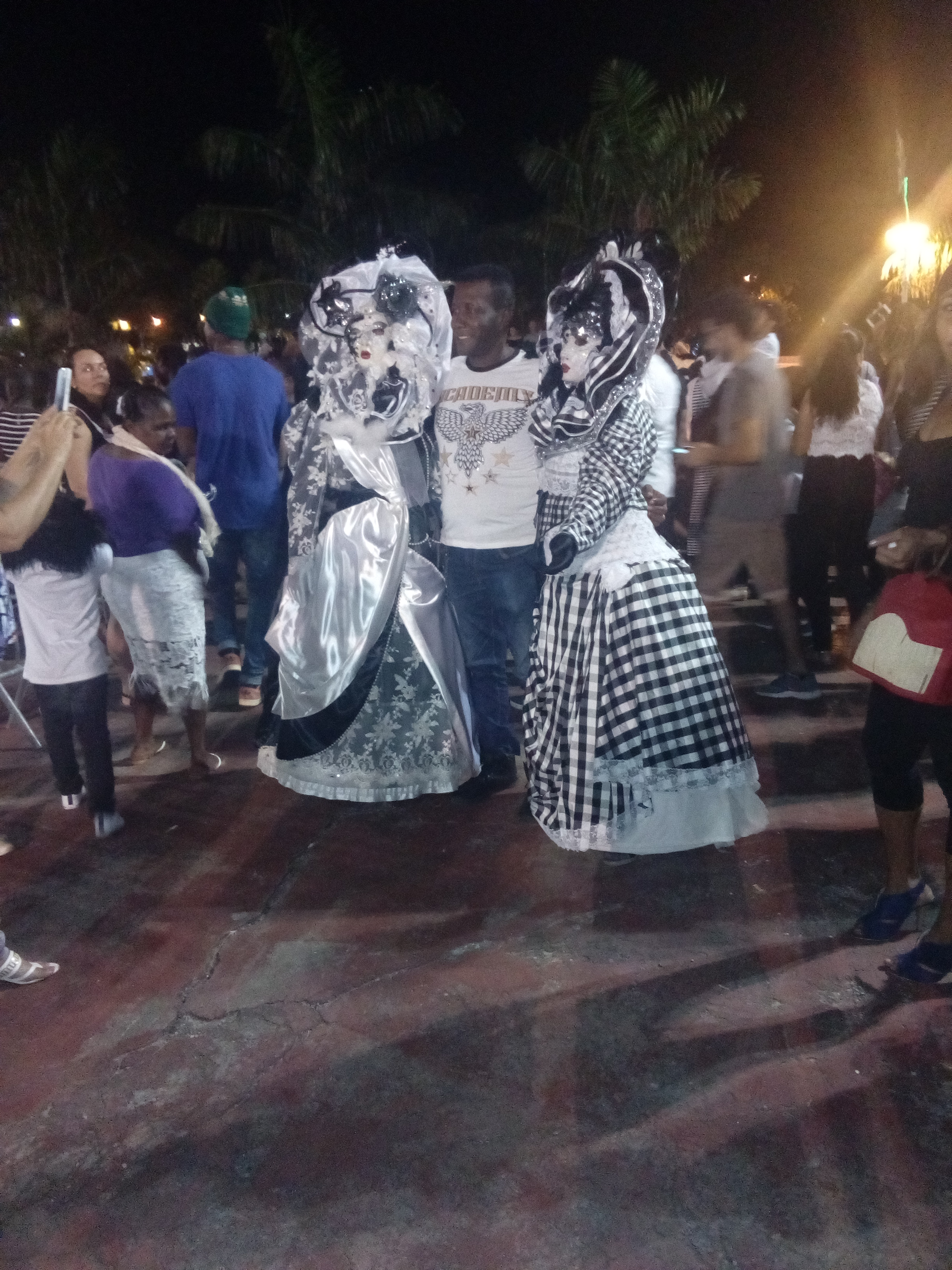
Touloulous à l'entrée d'un dancing Carnaval de Guyane, à Cayenne.
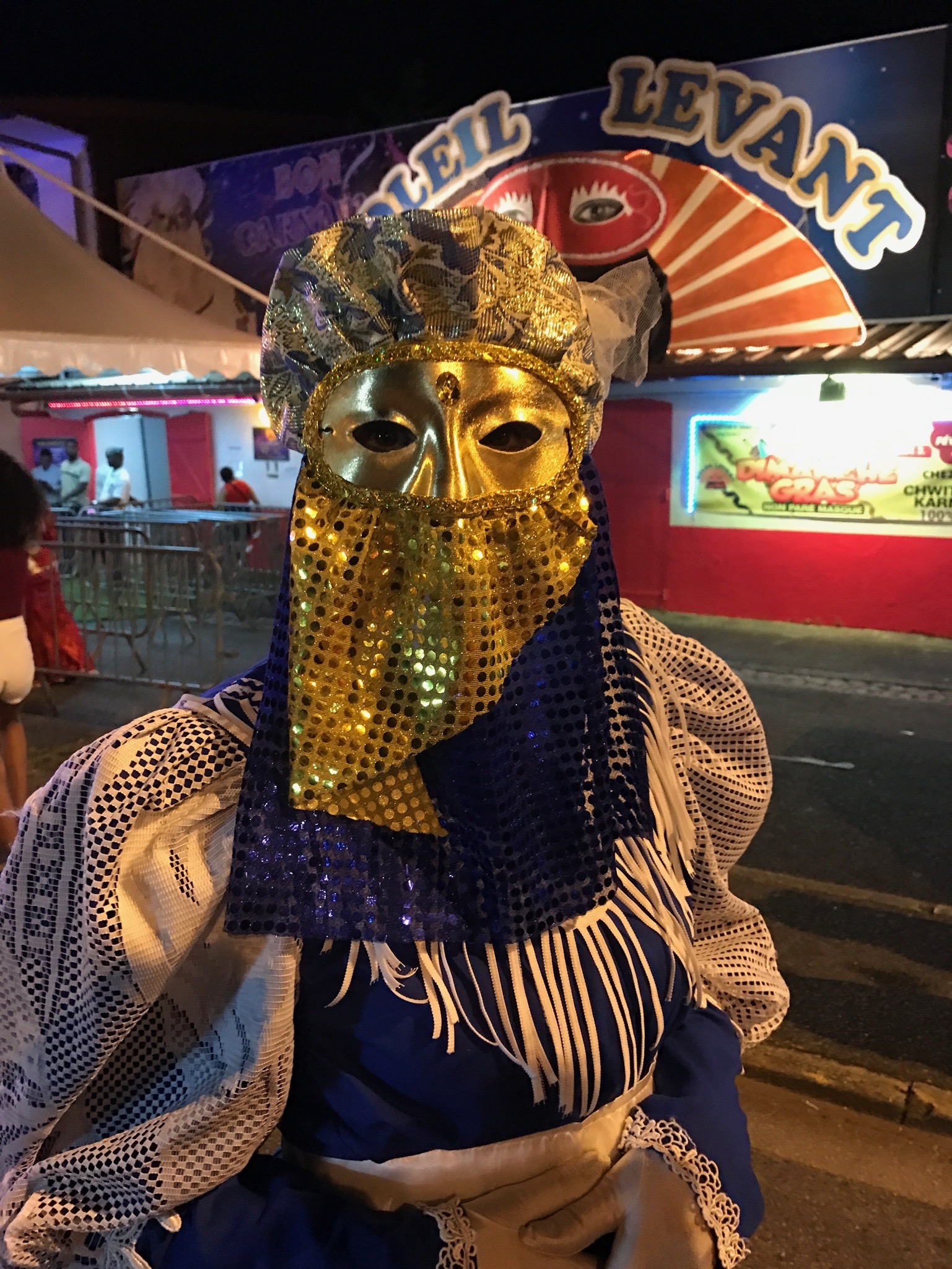
"Au soleil couchant M'en allant danser" Touloulou rejoint son université pour plusieurs heures de mazurka et biguine dans les nuits du carnaval de Guyane à Cayenne.